# Stormy
Stormy (nom complet : Hale's Stormy Brown Sugar) est une femelle zébrule (zorse en anglais), née le 4 juillet 1997 dans le Colorado aux États-Unis, d'un croisement entre un zèbre de Grant et une jument de race Quarter Horse. Dressée à l'équitation éthologique par Andy Booth, elle acquiert la renommée lors de démonstrations sur des événements équestres internationaux.

## Histoire
Stormy naît le 4 juillet 1997. Son premier propriétaire, Arzel Hale, la confie à Pat Parelli, un « chuchoteur », dresseur équin utilisant une méthode basée sur le langage corporel du cheval. Pendant une démonstration de débourrage en Californie avec Stormy, son élève australien Andy Booth demande à Pat Parelli que Stormy lui soit confiée, ce qu'il accepte. Stormy est complètement sauvage à son arrivée chez Andy dans le Colorado, terrorisée par l'homme, elle ne s'alimente pas et ne boit pas, étant terrifiée et courant partout dans son enclos. Andy Booth regagne sa confiance en restant jour et nuit à ses côtés, pendant une dizaine de jours, pour qu'elle associe l'odeur de l'homme au réconfort. La zébrule est débourrée en 1999, puis Andy Booth l'emmène au Haras de la Cense dans les Yvelines, à côté de Paris. Il l'apprivoise sans recours à la force, bien qu'elle reste émotive et très méfiante. D'après Homéric, quatre ans sont nécessaires à Andy Booth pour l'apprivoiser complètement.
Entre 1999 et 2007, Andy et Stormy donnent de nombreuses démonstrations lors de grands événements équestres comme Equitana, le salon du cheval de Paris, et le CSI de Fontainebleau. Stormy y réalise les mêmes exercices qu'un cheval. Elle est montée sans filet ni licol. Elle connaît les exercices de dressage de basse école comme l'épaule en dedans et les appuyers. Elle est aussi capable de sauter des cavalettis et de jouer au football. Elle souffre de coliques, mais est hospitalisée en clinique vétérinaire et s'en sort. Andy Booth décide de ralentir le rythme de ses activités.
Mise à la retraite en 2008, Stormy fait encore des présentations au Haras de la Cense. On a ainsi pu la voir avec Andy Booth à l'occasion des journées éthologiques de la Cense 2012, et aux jeux équestres mondiaux de 2014.

## Description
Le croisement entre le cheval et le zèbre est connu depuis très longtemps, Stormy est une femelle, stérile comme la plupart des animaux hybrides. Elle a hérité des rayures et du caractère sauvage de son père, un zèbre de Grant. Elle porte des rayures très visibles. 

## Renommée
Andy doit sa célébrité au dressage de Stormy, considérée comme un animal sauvage.